# Brens (Tarn)
Brens è un comune francese di 2 215 abitanti situato nel dipartimento del Tarn nella regione dell'Occitania.

## Società

### Evoluzione demografica
Abitanti censiti